# Гавров, Сергей Назипович
Серге́й Нази́пович Га́вров (род. 11 марта 1964, Горький, СССР) — российский философ, социальный антрополог и политолог, специалист в области социальной модернизации незападных обществ, прежде всего России. Доктор философских наук, профессор Финансового университета при Правительстве РФ.

## Биография
В 1986 году окончил Московский государственный институт культуры.
Кандидатская диссертация защищена по теории и истории культуры (философские науки) по теме «Национальная культура и межкультурное взаимодействие (теоретические аспекты)». Докторская диссертация защищена по религиоведению, философской антропологии, философии культуры по теме — «Модернизационные процессы в России: социокультурные аспекты».
Ведущий научный сотрудник сектора Социокультурных процессов и систем Российского института культурологии Министерства культуры РФ. Профессор кафедры социологии и социальной антропологии Института социальной инженерии МГУДТ, профессор РосНОУ.
Автор ряда книг и более 150 научных статей, опубликованных докладов международных и всероссийских научных конференций, форумов и семинаров.
Член редакционной коллегии журналов «Личность. Культура. Общество» (Институт философии РАН) и «Психология элиты», а также комиссии «По изучению комплексных проблем человека, культуры и общества», действующей в рамках совета Российской академии наук «История мировой культуры». Член Императорского палестинского общества (ИППО).
С. Н. Гавров полагает, что:

«Российская имперская система сохраняется на уровне ментальных стереотипов, когда любые либеральные инновации либо отторгаются, либо<…> трансформируются до состояния релевантности системе. Этого нельзя сказать об инновациях, привносимых имперской модернизацией, которая всегда изначально релевантна системе».

В сфере научных и экспертных интересов — модернизация, проблематика модернизационных трансформаций, в том числе политических, экономических, демографических, педагогических, социокультурных, а также философия образования и его этнокультурные особенности. Автор научных исследований и экспертных оценок по истории, теории и практике макросоциальных модернизационных трансформаций в России, евразийской, национальной и имперской проблематике, межэтническому, межкультурному и межконфессиональному взаимодействию, становлению гражданского общества. Совместно с культурологом А. В. Кыласовым автор теории этноспорта.
Включён в краткий рекомендательный список российских учёных и политиков, лучше всего отразивших в своих работах политическую жизнь России 1994—2003 годов.

## Литературная деятельность
Член Союза писателей Москвы, публицист и литературный критик. Публикуется в литературно-художественных журналах Дружба народов, Звезда, Знамя, Нева, журнале 22 и других.

## Экспертная деятельность
Эксперт «Финам-инфо», Евразийского центра Льва Гумилёва, газеты Взгляд, в разное время других сетевых изданий, эксперт фонда Либеральная миссия. Выступал в итоговом выпуске программы «Суд времени» «Андропов: завинчивание гаек или политика с двойным дном?» на телеканале Петербург — Пятый канал, в программе Владимира Соловьёва «Поединок». Участвовал в круглых столах журнала Нева «Двадцать лет спустя: август 1991 года», «К 1150-летию основания российской государственности», автор ряда других экспертных выступлений и оценок.

## Основные работы
- Модернизация во имя империи. Социокультурные аспекты модернизационных процессов в России. — М.: «Эдиториал УРСС», 2004 (переиздание: 2010). — ISBN 978-5-354-00915-2.
- Модернизация России: постимперский транзит. — М.: Изд-во МГУДТ, 2010. — ISBN 978-5-87055-116-6
- Историческое изменение институтов семьи и брака. — М.: Изд-во МГУДТ, 2009. — ISBN 5-87055-108-0.
- Социокультурная традиция и модернизация российского общества. — М.: Изд-во МГУКИ, 2002. — ISBN 5-94778-020-8.
- Национальная культура и модернизация общества. — М., 2003.
- Бим-Бад Б. М., Гавров С. Н. Модернизация института семьи: макросоциологический, экономический и антрополого-педагогический анализ. — М.: «Интеллектуальная книга — Новый хронограф», 2010. — 342 с. — ISBN 978-5-94881-139-0, ISBN 978-5-902699-03-3.
- Гавров С. Н., Микляева Ю. В., Лопатина О. Г. Воспитание как антропологический феномен. Учебное пособие. — М.: Форум, 2011. — 240 с. — ISBN 978-5-91134-545-7.
- Эпштейн М. Н., Бажанов В. А., Губман Б. Л., Гавров С. Н., Клюканов И. Э., Рашковский Е. Б., Семецки И., Томашов В. В., Тульчинский Г. Л. Коммуникативный универсум духовной культуры. Монография. — М.: РосНОУ, 2015. — 288 с. ISBN 978-5-89789-104-7
- После империи. Афанасьев Ю., Гайдар Е., Гавров С., Иноземцев B., Ливен Д., Паин Э., Пелипенко А., Урнов М., Филиппов А., Ясин Е. — М., 2007. — 224 с. ISBN 978-5-903135-01-1.
- Gavrov S. Is the Transition to Authoritarianism Irreversible? // Russian Social Science Review Tom 48, № 3, London: Taylor & Francis, 2007. — PP. 20-32. DOI 10.2753/RUP1061-1940450102
- Gavrov, S., Klyukanov, I., 2015. Modernization, Sociological Theories of. In: James D. Wright (editor-in-chief), International Encyclopedia of the Social & Behavioral Sciences, 2nd edition, Vol 15. Oxford: Elsevier. pp. 707—713. ISBN 978-0-08-097086-8
- Semetsky I., Gavrov S. Values, edusemiotics, and intercultural dialogue: From Russia with questions // Semiotica. Journal of the International Association for Semiotic Studies / Revue de l’Association Internationale de Sémiotique. De Gruyter Mouton. — Berlin, 2016. № 212, — Pр. 111—127. DOI: 10.1515/sem-2016-0127
- Gavrov S. Hybrid wars: the archaization of political consciousness and involution of media // Russian journal of communication. Tom 9, № 2, 2017. PP: 207—210. ISSN: 1940-9419 eISSN: 1940-9427
- Badalyan K., Gavrov S. Leaders of public opinion: Political communication with youth in Russia during 2018—2019 // Russian journal of communication. Tom 9, № 2, London: Taylor & Francis, 2021. — РР. 238—252. DOI: 10.1080/19409419.2021.1999154